# 32032 Askandola
32032 Askandola è un asteroide della fascia principale. Scoperto nel 2000, presenta un'orbita caratterizzata da un semiasse maggiore pari a 2,2815600 UA e da un'eccentricità di 0,0650079, inclinata di 4,12223° rispetto all'eclittica.